# AN/WSC-3

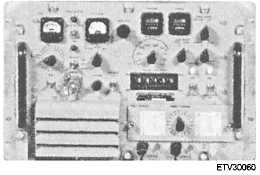
УКВ-трансивер RT-1107/WSC-3

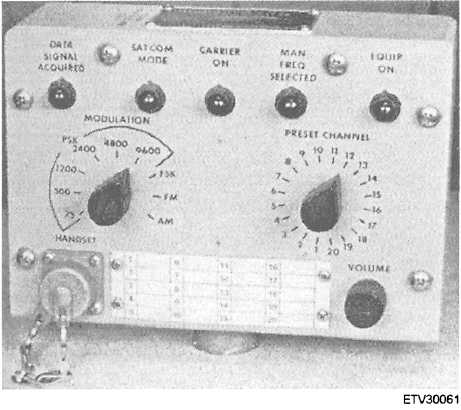
Управляющий индикатор УКВ-трансивера C-9351/WSC-3

AN/WSC-3 — американский УКВ-трансивер спутниковой связи. Разработан и изготавливался TRW Space and Technology Group, Редондо-Бич Калифорния. Используется на кораблях, терминалах морской пехоты и отдельных береговых сооружениях. Существует в различных конфигурациях, в зависимости от конкретных практических нужд. Может функционировать через спутник и минуя спутник на дистанции прямой видимости, локально и дистанционно. Поддерживает 4 типа модуляции: фазовая манипуляция (PSK) со скоростью передачи 75—9600 бит/с, частотная манипуляция (FSK) со скоростью 75 бит/с, частотная или амплитудная модуляция для голоса. Мощность радиосигнала 30 Вт в режиме амплитудной модуляции и 100 Вт во всех прочих режимах.
Аппаратура может работать в режиме DAMA (англ. Demand Assigned Multiple Access, требование множественного доступа), который позволяет нескольким пользователям работать по одному спутниковому каналу. Модификации AN/WSC-3A, AN/WSC-3A(V)2 и (V)3 получили эту возможность в результате модернизации, а модификации AN/WSC-3(V)15, (V)17, и (V)19 обладали ею изначально.
Трансивер имеет два управляющих индикатора (C-9351/WSC-3 и C-9899/WSC-3) для дистанционной работы. Последний предназначен для дистанционной работы с телетайпом. Сам трансивер имеет два встроенных модема.
На флотском жаргоне по созвучию с номенклатурным кодом получил название «Whiskey-3» (рус. Виски-3).

## Тактико-технические характеристики
- Диапазон частот — 225 — 399,975 МГц
- Число каналов — 7000 (интервал между каналами 25 кГц)
- Типоразмер модуля — 19 дюймов
- Размеры (ширина, высота, глубина) — 483 × 311 × 588 мм
- Масса — 67,1 кг
- Потребляемая мощность — 1,4 кВА (60 Гц, 115/230 В) в режиме 80% загрузки